# Márton István (zeneszerző)
Márton István (Zsófiafalva, 1923. november 24. – Ungvár, 1996. január 16.) kárpátaljai zeneszerző, zongoraművész, pedagógus, a Kárpátaljai Filharmónia művészeti és a Magyar Melódiák kamaraegyüttes vezetője.

## Élete

### Családja
1923. november 24-én született munkácsi járás 1920-tól Csehszlovákiához tartozó Zsófiafalván (1920-ig Magyarország, 1920-tól Csehszlovákia, 1939 márciusában Kárpátalja egészével került Magyarországhoz, 1944 végétől Szovjetunió, 1991-től Ukrajna része). A zeneszerző apja, Márton Ferenc kántor és a helyi általános iskola tanára. Édesanyja – Stephanie Richter (1894-1979) egyházi kórus aktív tagja, aki életét gyermekei nevelésének szentelte. Anyai Nagyapja, Wenzel Richter, a 20. század elején Bécsből Kárpátaljára költözött, hogy erdészként dolgozzon Schönborn grófnál.

### Fiatalkora, tanulmányai
A szülők korán felfigyeltek a gyerek zenei érdeklődésére és adottságaira. Az általános iskola befejezése után Munkácsra költöztek. Itt tanulmányait először a magyar Árpád fejedelem nevét viselőpolgári iskolában és gimnáziumban, majd a Munkácsi Tanári Szemináriumban folytatta, ahol Horácsek Ervin zenetanár vezette be Istvánt a zene világába.
A fiatalember összekapcsolta jövőjét a budapesti Zeneakadémiával, amelyben lehetősége volt látogatni az előadásokat a rokoni látogatások közben.
Zongorán, orgonán és hegedűn tanult játszani, de önszorgalomból elsajátította a brácsán, csellón, klarinéton és harmonikán való játékot is, amelyek egyre inkább érdekelték őt. Sőt – 1944-ben részt vett a Második magyar harmonikaversenyen Budapesten. Abszolút zenei hallásával gyorsan fejlődött. Gyakran szerepelt nyilvánosság előtt. Szorgalmasan, önképzéssel haladt a zeneszerzői pályán. Egyre határozottabban megvilágosodott a jövő zeneszerző tehetsége: ő irányítja az iskola zenekarát és kórusait, zenét ír számukra, népdalokat dolgoz föl, melyeknek második életet ad.
A II. világháború éveiben a templomban orgonált, különböző együttesekben muzsikált, zenekart szervezett.

### Pedagógus évek
A háború után, 1946-ban kezdeményezte és társalapítója volt a Munkácsi Kulturális Háznak és Gyerekzeneiskolának, melynek a tanára is. Szimfonikus zenekart alapított. Karmestereként zenekarával első díjat nyert. Ezzel párhuzamosan 1 tanév alatt elvégezte az ungvári Zeneművészeti Szakközépiskolát zongora és elméleti szakon, melyen kitűnőre vizsgázott.
1948 évtől mint különleges tehetségű zongoristát és zeneszerzőt a Zeneművészeti Szakközépiskola állandó tanárként alkalmazza.
A „Hruscsovi olvadás” alatt Márton István közbenjárására szülőfalujából, mivel ott bezárták az egyházat, egy kis orgonát szállítottak az ungvári Zeneművészeti Szakközépiskolába. Miután az iskolában nem volt orgona szakosztály, az orgonajáték iránt érdeklődő diákoknak magánórákat ad.
Ezt követően, 1974-ben, a művész kezdeményezésének és a moszkvai G. Grodberg orgonistájának köszönhetően a Kárpátaljai Filharmónia (volt ungvári zsinagóga) csarnokában felállításra került egy nagy „Rieger Closs” orgona, amely elősegítette Ungvár koncert életének újjáéledését.
A zeneművészeti szakiskola előadójaként zeneszerzők egész sorát nevelte fel. Több tanítványa, köztük Mikola Popenko, Viktor Teszlicsko, Jevhen Sztankovics és mások hírnévre tettek szert.
  

### Művészeti, vezetői munkássága
1963-ban a Kárpátaljai Területi Filharmónia művészeti vezetője.
1975-től a Területi Filharmónia kamaraegyüttesének, a „Magyar Melódiák” együttesnek alapítója,  művészeti vezetője.
1962-1963 és 1969-1974 években a Kárpátaljai Népi Kórus vezetője.
Pedagógiai munkája mellett egyre több időt szentel a zeneszerzésnek. Megrendeléseket kap népdalfeldolgozásokra a megyei állami népi együttesektől. Több mint 400 művet dolgozott fel.
Dalaira felfigyelnek Ukrajna nagyvárosaiban. Feldolgozásait együttesek, zenekarok sokasága tűzi műsorára országszerte.
Márton erőfeszítéseinek köszönhetően a Kárpátaljai Filharmónia nagytermében (a zsinagóga épületében) felépítették az orgonát, beszereztek egy Stainway zongorát. Мárton István minden eszközzel támogatta az Ungvári Szimfonikus Zenekar tevékenységét, tehát aktív zenei közéleti személyiségként is ismert volt.
Kortársai a kifogástalan ízlését, jó emlékezőtehetségét, ragyogó improvizálását, kedvesség és társaságszeretetét emelik ki.

## Díjai, elismerései
Márton István aktívan részt vesz Kárpátalja művészeti, zenei életében. Területi művészeti versenyek és fesztiválok zsűrijének állandó tagja.
1952-től a Szovjetunió Zeneszerzőinek Szövetségének tagja.
Gyümölcsöző művészeti, zeneszerzői és pedagógiai tevékenységéért elismeréseként Ukrajna Érdemes művésze (1965) kitüntetésben részesül.
Elismerik munkásságát az anyaországban is. A Magyar Zeneszerző Szövetsége tagjává fogadja. A Magyar Kamaraegyüttes vezetőjeként módja van szorgalmazni a zenei anyanyelv ápolását, ismeretterjesztő előadásokat tartott.
1994 óta Kárpátalján hivatalosan is működik az Ukrajnai Zeneszerzők Egyesületének tagozata. A tagozat első, tiszteletbeli elnökévé az akkor más súlyos beteg Márton Istvánt választották.
Márton István hosszú betegség után 1996. január 14.-én hunyt el Ungváron.

## Művei
Márton István és Zádor Dezső Kárpátalja leghíresebb, legtermékenyebb zeneszerzői, akik a legtöbbet tették Kárpátalja folklórjának lejegyzéséért és megmentéséért. Zenei irányzata  – a későromantikától a népzenéből kifejlesztett újabb stílus felé tartó fejlődés munkása.
A kántor-tanító apa és a kitűnő zenei nevelésben részesült anya közelségében nem csoda, hogy hamar megszólalt benne az Isteni Hang. Már gimnazista korában zenét költ, és húsz évesen elkezdi komponálni a Misét (Missa) énekkarra, zenekarra, orgonára és szólistákra, első komoly szerzeményét, ami a II. Világháború évei után, 1947 húsvét napján került előadásra a munkácsi római katolikus templomban . Ezután, sajnos, 47 évig az íróasztala fiókjában hevert. 2016-ban, 70 évvel a Mise írása utána, a Cantus Kamarakórus, svájci, mesterkurzusokon tanult énekesekkel és a Lembergi Filharmónia Akadémiai Szimfonikus Zenekara mutatta be a mű teljes verzióját. Ebben az évben a Mise megkapta logikai befejezését, és először hangzott el az új verzióban.
A zeneszerző alkotásainak, műveinek széles a műfajpalettája. Márton István több száz műfajbeli alkotást, népi melódia és népdalfeldolgozást hozott létre, amelynek oroszlánrészét kárpátaljai, magyar és ukrán népdal-variációk, fantáziák és parafrázisok teszik ki. Nagyívű pályája zárószakaszában igen jelentősek a sajátos népdal- és műdalfeldolgozások, amelyek a klasszikus zenét a népi stílussal ötvözik.
Az angliai Lancasterben adták ki Fafúvósnégyeseit, Kijevben, Lembergben és Budapesten – kórusra, Ungváron Szimfonikus zenekarra és zongorára írt darabjait. Márton István Hegedűre és zenekarra írt koncertjét előadták Bukarestben, Budapesten, Szimfoniettáját az első nemzetközi zeneszerzői fesztiválon Kijevben. Úgy Márton István, mint Zádor Dezső több műve, a Kárpátaljai Népi Együttes, a Népi Hangszerek Nemzeti Zenekarának "aranyalapját" képezik.
A zeneszerző Kárpátaljai ukrán, szlovák, magyar népmotívumokat dolgozott föl kórusra zenekari kísérettel írt „Kárpátaljai Suit” művében. Kárpátok népzenei feldolgozásai jelennek meg a „Népi vigadalom képei” és a „Kárpátaljai díszek” vokális-koreográfiai kompozíciókban.
A Kárpátaljai Népi Kórus részére szerezte a „Verbunkos és csárdás” illetve „Magyar dallamok” szvitet.
Mérföldkőnek számító művei – „Toccata”, „Melódia”, „Capriccio” és a Harry Grodberg (Moszkva)  híres orgonaművész részére írt „Passacaglia”.

### Nagy terjedelmű és kórusművek
- Missa (énekkarra, zenekarra, orgonára és szólistákra)
- Simfonietta (zenekari)
- Kárpátaljai díszei (zenekari)

Kantáták
- Nyár az Ung-völgyben (kórus szvit)
- Karácsonyi dalok (kórus)
- Verbunkos és csárdás (kórus, zenekar)
- Magyar dallamok szvit (kórus, zenekar)

### Zongorára és orgonára írt művek
- Emlékezés (zongora)
- Toccata (orgona)
- Passacaglia (orgona, kamarazenekar)

### Vonós hangszerre irt művek
- Esik eső [Паде дощ] (hegedű, zongora)
- Monológ (brácsa)
- Altatódal (hegedű, zongora)
- Scherzo (hegedű, zongora)
- Kárpáti rapszódia – Hegedűverseny (hegedű, szimfonikus zenekari kísérettel)

### Vokális művek
Petőfi Sándor verseire írt művek.

### Filmekhez írt művek
- A Tisza felett
- A Kárpátokban

### Színházi előadásokhoz írt zene
- A gyöngyvirág neked virágzik (librettó Y. Chery és I. Marushka)
- Az okos lány és a Király (Bonislavsky Tibor librettója)
- Verni-gori (V. Vovcsak librettója)
- Csárdás az Amuron és Árvíz  (F. Potushnyak librettói)

## Fordítás
- Ez a szócikk részben vagy egészben  a(z)   Мартон Іштван Ференцович című ukrán Wikipédia-szócikk ezen változatának fordításán alapul.  Az eredeti cikk szerkesztőit annak laptörténete sorolja fel. Ez a jelzés csupán a megfogalmazás eredetét és a szerzői jogokat jelzi, nem szolgál a cikkben szereplő információk forrásmegjelöléseként.